# Tara (Saga)
Tara (太良町?) è una cittadina giapponese della prefettura di Saga.